# Jean de Menasce
Jean de Menasce, né à Alexandrie le 24 décembre 1902 et mort le 24 novembre 1973 à Boulogne-Billancourt, est un dominicain français d'origine égyptienne. Théologien et orientaliste, il parlait une quinzaine de langues, dont l'hébreu et le syriaque. Il publia divers ouvrages et articles sur le judaïsme, le sionisme et le hassidisme, mais aussi dans le domaine de l'iranologie, dont il était un expert reconnu. De 1949 à 1970, il fut directeur d'étude à l'École pratique des hautes études, où l'on créa une chaire spécialement pour lui.
Jean de Menasce exerça une influence importante dans le milieu des intellectuels catholiques français. Ami proche de Stanislas Fumet, de Charles Du Bos, de Jacques Maritain et de Maurice Sachs, il joua un rôle majeur dans l'évolution des relations judéo-chrétiennes, au point d'être l'un des neuf participants catholiques de la conférence de Seelisberg en 1947.

## Biographie
La famille de Jean de Menasce appartenait à l'aristocratie juive d'Alexandrie. Son père était le baron Félix de Menasce, banquier d'origine austro-hongroise anobli par l'empereur. Jean de Menasce était le cousin germain de l'écrivain Georges Cattaui.
Ses études se déroulent à Paris et à l'université d'Oxford, où il est le condisciple de Graham Greene à Balliol College. En tant que traducteur d'œuvres  de T. S. Eliot et de Bertrand Russell, il a déjà acquis une certaine notoriété lorsqu'il se convertit au catholicisme, en 1926. Il entre dans l'ordre dominicain en 1930 sous le nom de religion de Pierre, et suit sa formation au Saulchoir de Kain (en même temps que Marie-Dominique Philippe), avant d'être ordonné prêtre en 1935.

## Publications
Ouvrages
- Quand Israël aime Dieu : Introduction au hassidisme (préf. Guy Monnot), Plon, 1931 ; Cerf, 1992 ; Cerf, 2007  (ISBN 978-2-204-04304-5)
- A locust's leg : Studies in honour of S.H. Taqizadeh [« Réflexions sur Zurvan »], 1962 (lire en ligne), p. 182-188.
- La Porte sur le Jardin, textes recueillis et présentés par Robert Rochefort, introduction du cardinal Charles Journet, Cerf, 1975

Articles
- « Antisémitisme. Hilaire Belloc, Hans Blüher et René Groos », La Revue juive, no 4,‎ juillet 1925
- James Joyce, « Ulysses », La Revue juive, no 6,‎ novembre 1925
- « Situation du sionisme », Chroniques, no 5,‎ 1928

Comptes-rendus
- Maurice Samuel, « You Gentiles », La Revue Juive, no 1,‎ 15 janvier 1925
- Léon Roth, « Spinoza, Descartes and Maimonides », La Revue Juive, no 1,‎ 15 janvier 1925
- Dante Lattes, « Apologia dell' Ebraismo », La Revue Juive, no 2,‎ 15 mars 1925
- (de) Hans Kohn (en), « Die politische Idee des Judentums », La Revue Juive, no 2,‎ 15 mars 1925
- Jean-Richard Bloch, « La Nuit Kurde », La Revue Juive, no 4,‎ juillet 1925
- Elie Benamozegh, « Morale juive et morale chrétienne », La Revue Juive, no 5,‎ septembre 1925
- J. Laumonier, « Le Freudisme », La Revue Juive, no 5,‎ septembre 1925

Traductions
- De l'anglais : un extrait de Louis Golding (en), « The Day of Atonement » [« Le Jour du Grand Pardon (fragment) »], La Revue Juive, no 3,‎ 15 mai 1925
- Bertrand Russell, Le Mysticisme et la Logique, Paris, Payot, 1922.

#### Ouvrages
- Dominique Avon, Les Frères prêcheurs en Orient : Les dominicains du Caire (années 1910 - années 1960), Cerf, coll. « Histoire », 2005 (lire en ligne)
- Philippe Chenaux, Entre Maurras et Maritain : Une génération intellectuelle catholique (1920-1930), Cerf, 1999
- Michel Dousse et Jean-Michel Roessli (dir.), Jean de Menasce (1902-1973) : monographie accompagnant l'Exposition : exposition du 9 juillet au 29 août 1998, Fribourg (CH), Bibliothèque cantonale et universitaire, 1998 (ISBN 978-2-940-05812-9)
- Frédéric Gugelot, La Conversion des intellectuels au catholicisme en France, 1885-1935, CNRS Éditions, 1998

#### Articles
- R. Curiel, « En souvenir de Jean de Menasce (1902-1973) », Studia Iranica Chauvigny, vol. 7, no 2,‎ 1978
- Gilbert Lazard, «  Jean de Menasce (1902-1973)  », Journal asiatique, vol. 262, nos 3-4,‎ 1974
- Michel Dousse et Jean-Michel Roessli (dir.), Jean de Menasce (1902-1973) : monographie accompagnant l'Exposition : exposition du 9 juillet au 29 août 1998, Fribourg (CH), Bibliothèque cantonale et universitaire, 1998 (ISBN 978-2-940-05812-9)